# Cormac Murphy-O'Connor

Cormac Murphy-O'Connor, född 24 augusti 1932 i Reading, Berkshire, död 1 september 2017 i London, var en brittisk kardinal i romersk-katolska kyrkan och före detta ärkebiskop av Westminster.

## Biografi
Cormac Murphy-O'Connor föddes av irländska immigranter till England, och var en av sex söner till en läkare i Cork. Han gick i skolan i Christian Brothers i Bath. Liksom tre av sina bröder bestämde sig Cormac Murphy-O'Connor för att bli präst, och började därför vid arton års ålder studera vid det katolska English College i Rom, där han studerade filosofi och teologi. Han prästvigdes 1956 av kardinal Valerio Valeri, och fick tjänst i Portsmouth. 1971-77 var han rektor för English College.  
Den 21 december 1977 vigde ärkebiskop Michael George Bowen honom till biskop över stiftet Arundel and Brighton, en position han hade tills han 2000 utsågs till ärkebiskop av Westminster. I den egenskapen handhade han en skandal med en präst som var pedofil, vilket han senare, när historien uppdagades, blev offentligt kritiserad för.
Påve Johannes Paulus II upphöjde honom 21 februari 2001 till kardinal (kardinalpräst), med Santa Maria sopra Minerva som titelkyrka. Han kallades ibland ledare över den katolska kyrkan i England och Wales, vilket berodde på hans roll som ärkebiskop av Westminster.